# Все хотят быть итальянцами
«Все хотят быть итальянцами» (англ. Everybody Wants to Be Italian) — американская романтическая комедия, повествующая об отношениях между парнем и девушкой, выдающих себя за итальянцев. Премьера состоялась 5 сентября 2008 г.

## Сюжет
Джейк (Джей Яблонски) был долго влюблён в одну девушку, а его коллегам это надоело. Они решают познакомить его с кем-то, и тут им встречается Мариса (Серина Винсент). Они оба считают друг друга итальянцами, что приводит их к неординарному поведению друг с другом.

## В главных ролях
- Джей Яблонски — Jake Bianski
- Серина Винсент — Marisa Costa
- Джон Капелос — Steve Bottino
- Джон Инос III — Gianluca Tempesti
- Мариса Петроро — Isabella
- Ричард Либертини — Papa Aldo Tempesti
- Тамми Пескатели — Katerina
- Дан Кортез — Michael
- Пенни Маршалл — Teresa

## Реализация
Компания-реализатор Lionsgate Entertainment Corporation выпустила фильм на DVD 3 февраля 2009 года.